# Hamataliwa flebilis
Hamataliwa flebilis är en spindelart som först beskrevs av O. Pickard-Cambridge 1894.  Hamataliwa flebilis ingår i släktet Hamataliwa och familjen lospindlar. Inga underarter finns listade i Catalogue of Life.